# روبرت ماير (مؤرخ)
روبرت ماير (بالنرويجية: Robert Meyer)‏ (و. 1945  م) هو مصور، ومؤرخ، وأستاذ جامعي نرويجي.